# Anisomysis vasseuri
Anisomysis vasseuri är en kräftdjursart som beskrevs av Michel Ledoyer 1974. Anisomysis vasseuri ingår i släktet Anisomysis och familjen Mysidae. Inga underarter finns listade i Catalogue of Life.